# Aarón Fernández García
Aarón Fernández García (n. Ciudad de México; 30 de julio de 1987) es un exfutbolista mexicano su último equipo fue Celaya FC de la Ascenso MX. Se desempeñaba como portero.

## Trayectoria
Se formó en las fuerzas básicas del Tigres de la UANL donde empezó su carrera militando en el filial Tigres Los Mochis donde debutó en 2006. Estuvo por dos torneos jugando 7 encuentros y de ahí pasó al primer equipo donde fue registrado como tercer y cuarta opción. Su debut fue en la SuperLiga el 20 de junio de 2009 frente a Chivas USA. Debutó oficialmente en la Liga MX el 4 de febrero de 2017 al entrar de cambio ante Toluca en el Estadio Universitario tras la lesión de Enrique Palos, que a su vez sustituía a Nahuel Guzmán.

## Clubes
| Club              | País   | Año       | PJ |
| ----------------- | ------ | --------- | -- |
| Tigres Los Mochis | México | 2006-2007 | 7  |
| Tigres B          | México | 2007-2009 | 27 |
| Tigres de la UANL | México | 2010-2017 | 6  |
| Necaxa            | México | 2017-2018 | 3  |
| Celaya FC         | México | 2019-2020 | 1  |

## Estadísticas

### Resumen estadístico
| Competencia                | Partidos |
| -------------------------- | -------- |
| Primera División de México | 4        |
| Liga de Ascenso de México  | 34       |
| Superliga                  | 1        |
| Segunda División de México | 8        |
| Torneo Sub-20 de México    | 73       |
| Copa MX                    | 3        |
| Copa Libertadores          | 2        |
| Total                      | 125      |

## Títulos

### Títulos nacionales
| Título               | Club              | País   | Año  |
| -------------------- | ----------------- | ------ | ---- |
| Liga MX              | Tigres de la UANL | México | 2011 |
| Copa MX              | Tigres de la UANL | México | 2014 |
| Liga MX              | Tigres de la UANL | México | 2015 |
| Campeón de Campeones | Tigres de la UANL | México | 2016 |
| Liga MX              | Tigres de la UANL | México | 2016 |
| Copa México          | Club Necaxa       | México | 2018 |